# Colonia (Germania)
Colonia (AFI: /koˈlɔnja/; in tedesco , in dialetto locale Kölle, in francese Cologne) è una città extracircondariale di 1 073 096 abitanti, (1 800 000 con l'agglomerato urbano) in Germania, la quarta per numero di abitanti e la più popolosa del Land della Renania Settentrionale-Vestfalia.
 È considerata la capitale economica, culturale e storica della Renania, quasi completamente ricostruita dopo i bombardamenti della seconda guerra mondiale.
La città è una delle mete di viaggio più ambite d'Europa, principalmente per l'importante Duomo di Colonia, le sue chiese romaniche e gli importanti monumenti medievali costruiti in oltre 2 000 anni di storia cittadina; è sede di eventi importanti ed è celebrata anche per il suo grande patrimonio culinario.
 Colonia è un importante snodo per i trasporti internazionali ed una metropoli economica, in particolare per l'industria chimica e automobilistica in cui hanno sede marchi come Ford e Toyota.

## Geografia fisica
La città si trova nella parte sud-occidentale della Renania Settentrionale-Vestfalia, sulle rive del fiume Reno, ed è il maggior centro della grande Regione metropolitana Reno-Ruhr, un'area altamente urbanizzata di oltre 11 milioni di abitanti. Tra le grandi città più vicine vi sono Bonn a sud, Leverkusen (urbanisticamente una città satellite), Düsseldorf e Duisburg a nord.

## Storia

### Origini

Vista aerea di Colonia Agrippina (la moderna Colonia) in epoca romana. Si noti, in basso a destra, la fortezza costantiniana di Divitia (Deutz, un quartiere della moderna Colonia), sulla sponda opposta del Reno. Le sue funzioni principali erano di sorvegliare l'accesso al nuovo ponte (310) e di proteggere il traffico fluviale; molti forti a cavallo di fiumi come questo furono costruiti lungo la frontiera renano-danubiana nel tardo impero. Colonia fu saccheggiata e occupata dai Franchi nel 355 e ripresa da Giuliano nel 356.

Nel 39 a.C. la tribù degli Ubi si accordò con le autorità romane per insediarsi sulla sponda sinistra del Reno; l'insediamento prese allora il nome di Ara Ubiorum o Oppidum Ubiorum, divenendo poi un'importante base militare romana. Nel 49 Agrippina minore, moglie dell'imperatore Claudio e figlia di Germanico, chiese che il villaggio in cui era nata fosse innalzato al rango di colonia: fu allora istituita Colonia Claudia Ara Agrippinensium ("la colonia di Claudio e l'altare di Agrippina") o, più semplicemente, Colonia Agrippina. Nell'80 fu costruito un acquedotto, l'acquedotto Eifel, uno dei più lunghi dell'Impero romano, con una portata di 20000 m³ di acqua al giorno. Dieci anni dopo la colonia divenne la capitale della provincia romana della Germania inferiore, raggiungendo una popolazione di 45 000 abitanti.

### Tarda antichità e basso Medioevo
Nel III secolo appena 20 000 persone abitavano nella città e nei suoi dintorni. 
Nel 260 il generale ribelle Postumo fece di Colonia la capitale del suo Impero delle Gallie, che includeva i territori nord-occidentali dell'Impero romano; lo stato fondato da Postumo durò, però, solo quattordici anni. 
Nel 310 l'imperatore Costantino I fece costruire un ponte sul Reno, difeso da un forte posto sull'altra sponda e noto come castellum Divitiae (il moderno sobborgo di Deutz).
Fu a Colonia, l'undici agosto del 355, che il magister militum Claudio Silvano (di origini franche) si fece proclamare imperatore dalle sue truppe, venendo però ucciso dopo 28 giorni. A seguito dell'omicidio i Franchi assediarono Colonia per 10 mesi: la città fu liberata alcuni mesi dopo dal futuro imperatore Giuliano.
Intorno al 385 gli Unni avrebbero brevemente occupato la città, uccidendovi anche Sant'Orsola e le sue compagne, lì giunte durante il loro pellegrinaggio per l'Europa: alcuni testi medievali, soprattutto opere agiografiche sulla santa, identificano il loro capo in Attila, che però appartiene al secolo successivo.
Nel 455 i Franchi Sali conquistarono Colonia e ne fecero la propria capitale.

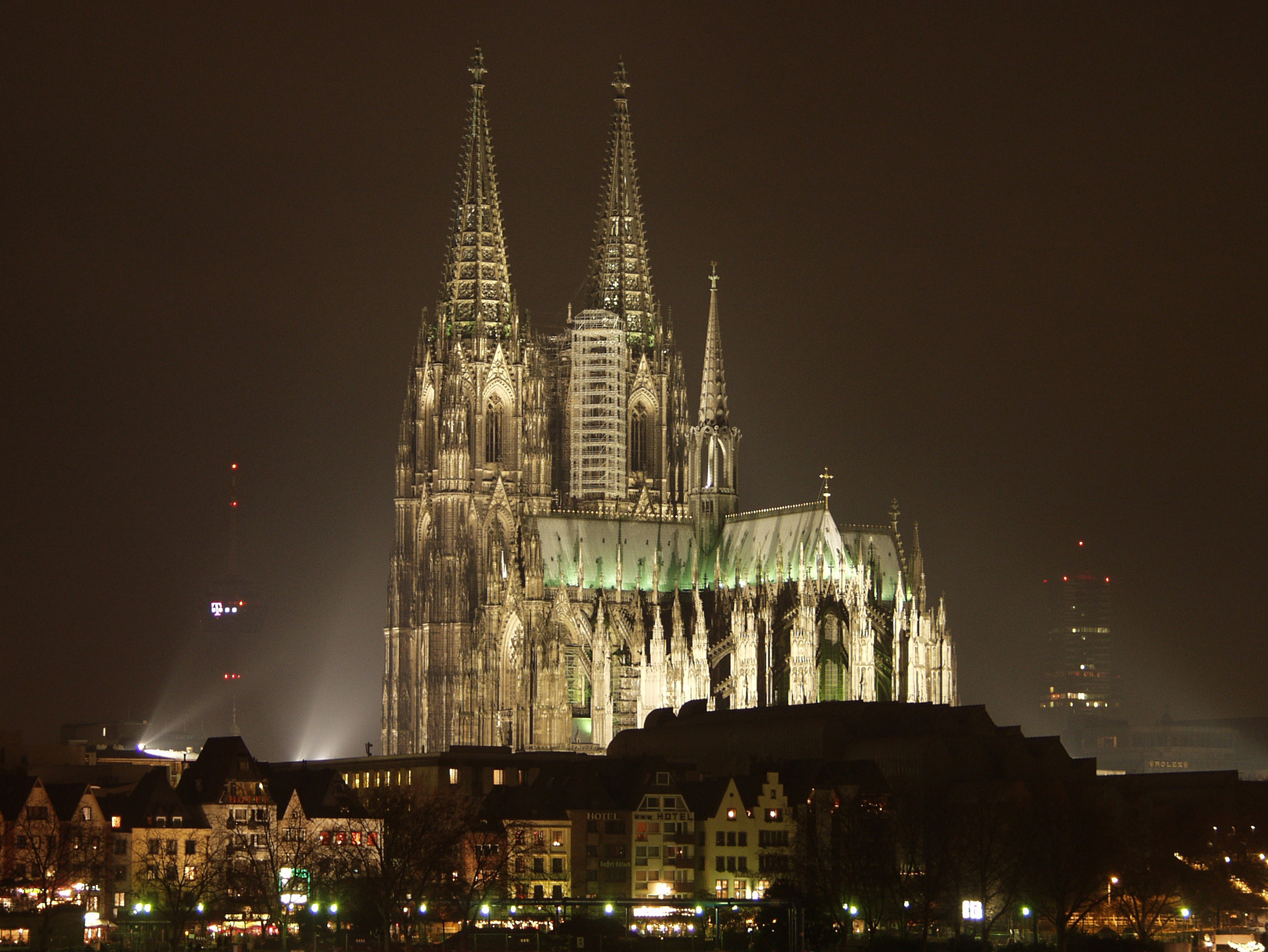
Vista notturna del duomo di Colonia

La sua posizione sulle rive del Reno (Rhein in tedesco), in prossimità di uno dei principali itinerari commerciali fra Europa orientale ed occidentale, rese la sua fondazione di importanza capitale. Nel Medioevo, inoltre, crebbe la sua importanza come centro ecclesiastico, d'arte e di cultura.
Colonia divenne presto una diocesi e godette di una posizione politicamente privilegiata sul finire dell'Impero romano, anche per la sua vicinanza a Treviri. La continuità come sede episcopale non è certa, a causa della carenza di fonti scritte durante le cosiddette invasioni barbariche. In ogni caso Colonia, prima capitale di un regno franco, poi incorporata nel regno dei Merovingi da Clodoveo I all'inizio del VI secolo, divenne presto una diocesi importante. Verso la fine dell'epoca merovingia Colonia divenne anche una residenza reale.
A partire dall'epoca carolingia è attestata con certezza l'importanza di primo rango a livello imperiale dell'arcivescovo (prima vescovo) di Colonia. Nel 1030 la Città diede i natali a San Bruno, fondatore dell'Ordine dei Certosini. Nel 1164 l'arcivescovo Rainaldo di Dassel si appropriò delle reliquie dei tre magi, che fino ad allora si trovavano a Milano; parte delle reliquie che si trovavano a Milano si trovano tuttora nel nord Italia, sulle Prealpi Varesine nella frazione di Induno Olona, Olona. Sotto lo stesso arcivescovo, come raccontano diversi cronisti fra cui Cesario di Heisterbach, si svolse nei pressi della città il Rogo di Colonia, di cui fu vittima un gruppo di eretici probabilmente di origine catara. 
La costruzione delle mura del 1180 (certificata in documenti del 27 luglio e del 18 agosto), prova che fu (e rimase probabilmente a lungo) la più grande città tedesca. Le mura erano infatti più grandi di quelle fatte costruire da Filippo II di Francia a Parigi. Dal XII secolo infatti Colonia fu definita "Sancta", al pari solo di Gerusalemme, Costantinopoli e Roma: «Sancta Colonia Dei Gratia Romanae Ecclesiae Fidelis Filia». Fu deciso quindi di costruire una chiesa di irraggiunta grandezza per onorare in giusto modo le reliquie dei tre magi: nel 1248 fu posata la prima pietra del duomo di Colonia. Ben presto la città divenne città imperiale ed immediata, cioè indipendente e solamente soggetta all'alta potestà dell'imperatore, mentre il suo arcivescovo avendo costituito un principato elettorale nell'ambito dell'Arcidiocesi di Colonia, pose la propria sede a Bonn non potendo soggiornare in città per più di tre giorni senza il permesso del Magistrato cittadino. Nel 1349, la notte del 23/24 agosto, avvenne il pogrom della notte di San Bartolomeo. Nel 1424 fu proclamato la espulsione di tutti gli ebrei; bando che dette inizio alla diaspora degli ebrei verso l'est europeo.

### Epoca moderna
Colonia fu distrutta per oltre il 90% durante l'ultima guerra mondiale mentre oggi è la sede di un'importante università e di un arcivescovado della Chiesa cattolica.
 Il duomo di Colonia, la più grande chiesa gotica del Nord-Europa, che ospita quelle che secondo la tradizione sono le reliquie dei Re Magi, e che è stata indicata come patrimonio dell'umanità dall'UNESCO nel 1996, è il luogo principale ed il simbolo della città.
La popolazione di Colonia è al 43% cattolica, al 18% protestante e al 39% aconfessionale o di altra fede.
 Nell'agosto 2005 la città ha ospitato la XX Giornata mondiale della gioventù richiamando oltre un milione di giovani provenienti da tutto il mondo.

### Le distruzioni della seconda guerra mondiale
A Colonia, i bombardamenti mediante il maximum use of fire (ovvero le tempeste di fuoco) progettate dal Bomber Command inglese non ebbero effetto immediato. L'uso delle bombe dirompenti che penetravano nel sottosuolo serviva a distruggere le condutture dell'acqua onde impedire ai pompieri lo spegnimento degli incendi, ma nei primi attacchi del 30 maggio 1942 la vicinanza del Reno impedì lo scatenarsi di un'unica grande nube di fuoco. In quell'occasione, 1 700 piccoli incendi appiccati da 12 000 focolai distrussero solo 3 300 edifici. Ci vollero i 261 attacchi successivi per ottenere lo sbriciolamento del 90% del centro cittadino durante tutta la durata della guerra. In un periodo così lungo, Colonia divenne anche la “discarica” delle bombe in eccesso durante i viaggi di andata e ritorno dei bombardieri inglesi sul territorio della Germania.
Durante gli attacchi avvenuti tra il 16 giugno e il 9 luglio 1944, la seconda incursione uccise 4 377 persone e distrusse un patrimonio storico di 1 900 anni in 77 minuti.. La città venne conquistata dalle truppe statunitensi il 6 Marzo del 1945 dopo ore di intensi scontri tra fanteria e carri armati. La zona ovest della cattedrale fu luogo di scontro tra un carro pesante M26 Pershing e un Panther, dove quest'ultimo mise fuori gioco uno Sherman, prima che fosse distrutto dal Pershing alcune ore dopo. Questo scontro venne filmato e il Panther distrutto venne esposto davanti alla cattedrale per il resto della guerra.

## Monumenti e luoghi d'interesse

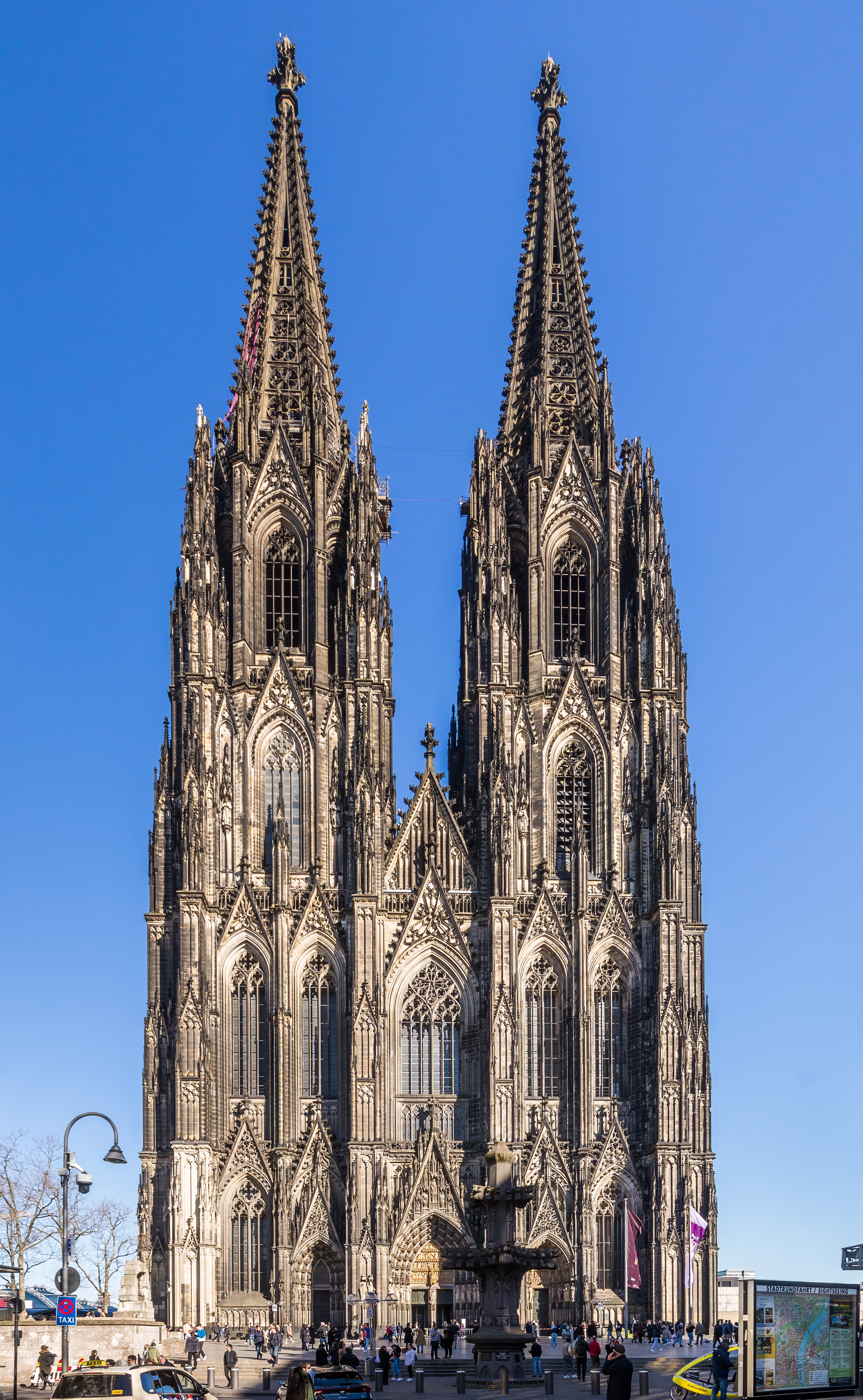
L'imponente facciata del Duomo di Colonia.

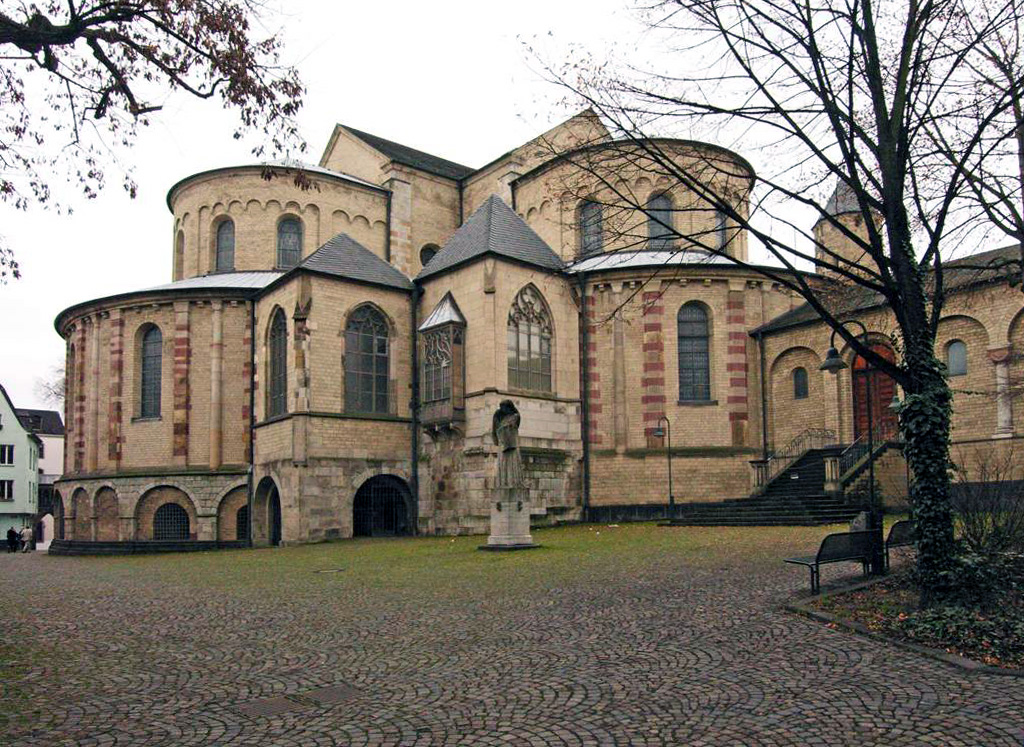
S. Maria in Campidoglio.

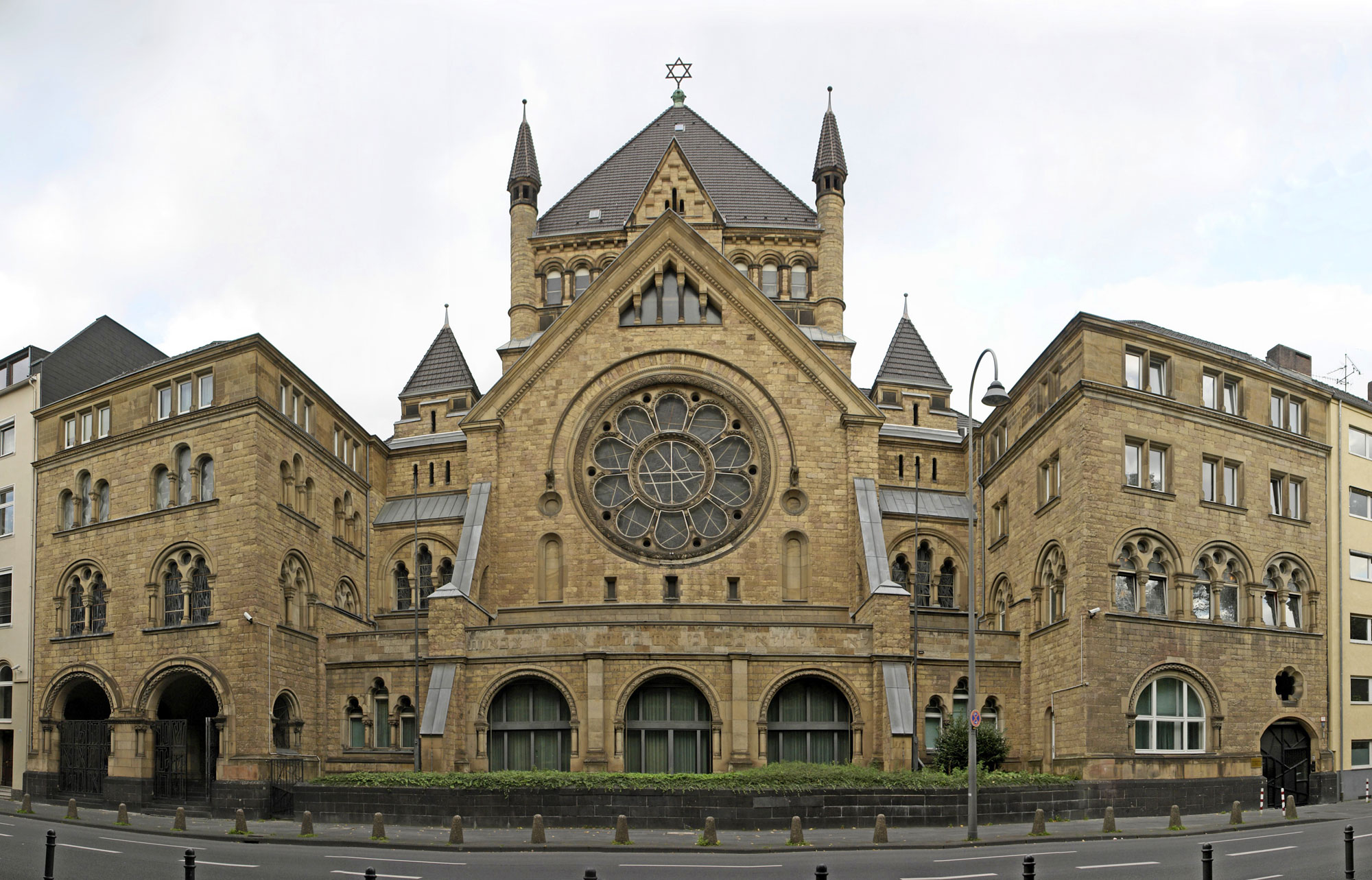
La Sinagoga Roonstrasse di Colonia

- Duomo di Colonia è un grandioso tempio in stile gotico iniziato nel 1248 dall'arcivescovo Corrado di Hochstaden su progetto di Mastro Gerardus, per ospitare le reliquie dei Re Magi portate da Milano dall'imperatore Federico Barbarossa. La costruzione dell'edificio richiese più di 600 anni, essendo stata ultimata solo nel 1880. Con le sue Torri cuspidate di ben 157 metri di altezza, è la seconda chiesa più alta della Germania, dopo il Duomo di Ulma (completato nel 1890). Nel 1880 il completamento di quella che all'epoca era la più grande cattedrale della Germania venne festeggiato come un vero e proprio evento nazionale, alla cerimonia presenziò anche l'imperatore Guglielmo I. L'aspetto esteriore della chiesa è rimasto fedele al progetto medievale, mentre il tetto venne realizzato in acciaio. Quando fu ultimata, la Cattedrale di Colonia era l'edificio più alto del mondo, superato in questa classifica solo 4 anni più tardi dal Washington Monument. Ha invece tuttora il primato della più grande facciata del mondo per un edificio religioso. La Cattedrale venne colpita 14 volte durante i bombardamenti aerei della seconda guerra mondiale, ma fortunatamente non collassò. I lavori di restauro terminarono nel 1956. Nel 1996 l'edificio è stato inserito nell'elenco dei Patrimoni dell'umanità dell'UNESCO.
- Basilica di Santa Maria in Campidoglio, consacrata nel 1049, è una delle più interessanti tra le dodici chiese romaniche di Colonia. Per secoli fu la chiesa più importante della città dopo il duomo.
- Basilica di Sant'Orsola, edificata a partire dal XII secolo; contiene i resti di molte delle vergini che subirono il martirio con Sant'Orsola.
- Basilica di San Gereone, è la chiesa più antica di Colonia, le cui fondazioni risalgono al IV secolo. La chiesa odierna fu realizzata a più riprese dal 1069 fino al 1227. Presenta una struttura a pianta centrale decagonale, risalente alla costruzione romana, e mescola forme tardo romaniche e primo-gotiche.
- Grande Chiesa di San Martino (Groß St. Martin) sul Fischmarkt, eretta tra il 1150 e il 1250 ca.[5]
- Chiesa di San Pantaleone, è una costruzione ottoniana edificata nella parte meridionale del centro storico della città. È una delle dodici grandi basiliche romaniche della Città.
- Chiesa di Sant'Andrea, è un esempio di chiesa tardo romanica con vari elementi gotici. Nella chiesa è presente il sarcofago di Sant'Alberto Magno, maestro di San Tommaso d'Aquino.
- Chiesa dei Santi Apostoli, è stata fondata nell'XI secolo, la basilica possiede 3 navate ed è stata ampliata nel 1200 a seguito di un incendio. Nella chiesa sono presenti molte opere d'arte dei secoli successivi.
- Chiesa di Santa Cecilia risale al IX secolo ed è sede del museo Schnütgen, che ospita un'importante collezione di arte medievale.
- Pretorio Romano Si trova nel centro storico sotto un palazzo spagnolo, fu scoperto dopo la seconda guerra mondiale. Si possono visitare i resti del palazzo del pretorio e un tratto del sistema fognario romano, oltre a vari reperti ritrovati nella zona
- Varie rovine romane sono presenti nella città: tratti di mura, pezzi di acquedotti e rovine, una torre del I secolo d.C., i resti della porta davanti al duomo e una palestra sotto la chiesa di Gross St. Martin.
- Chiesa del Corpus Domini, venne costruita dalle Orsoline, giunte da Liegi nel 1639, in stile barocco dal 1709 al 1712 su progetto dell'architetto italiano Matteo Alberti.
- Municipio di Colonia. Costituisce il più antico municipio della Germania, con una storia documentata lungo circa 900 anni. La storia del suo consiglio nel corso dell'XI secolo è un esempio importante per l'acquisizione delle autonomie comunali delle città medievali[6]. Iniziato nel XII secolo venne ricostruito fra il 1330 e il 1573 in stile gotico con aggiunte rinascimentali. Venne ricostruito dopo la guerra.
- Chiesa dell'Assunta. L'unico edificio della Controriforma in città, eretto dai Gesuiti.
- Sinagoga Roonstrasse di Colonia. Imponente costruzione in stile neobizantino. Inaugurata nel 1899, è una delle pochissime sinagoghe monumentali della Germania ad essere sopravvissuta alle distruzioni del periodo nazista e il centro della rinata comunità ebraica della città.[7]
- Chiesa di Sant'Engelberto.
- Vierscheibenhaus.
- Chiesa di Santa Maria in Gerusalemme.

## Cultura

### Università e scuole
L'Università di Colonia (Universität zu Köln), fondata nel 1388, è una delle più antiche d'Europa, e con i suoi oltre 44 000 studenti è la maggiore della Germania. Fu soppressa nel 1798 in seguito all'occupazione napoleonica e restaurata nel 1919 per volontà dell'allora borgomastro Konrad Adenauer.
La più antica scuola superiore della città è il Dreikönigsgymnasium ("Ginnasio dei tre re magi"), risalente al 1450.

### Biblioteche e archivi
Le principali biblioteche della città sono la Universitäts- und Stadtbibliothek Köln (biblioteca universitaria) e la Stadtbibliothek Köln (biblioteca civica).
L'Archivio storico della Città di Colonia (Historisches Archiv der Stadt Köln) è l'archivio comunale della città ed è uno dei più grandi archivi municipali d'Europa. Custodisce importanti testimonianze della storia medievale di Colonia e della Lega anseatica.
La Biblioteca Diocesana e della Cattedrale di Colonia (Erzbischöfliche Diözesan- und Dombibliothek Köln) è la biblioteca centrale dell'arcidiocesi di Colonia e una delle più grandi biblioteche teologiche dell'area di lingua tedesca.

### Musei
Colonia ospita diversi importanti musei.
 Il famoso Römisch-Germanisches Museum (Museo archeologico romano-germanico) espone oggetti e elementi architettonici dell'epoca romana della città mentre il Museo Ludwig ospita una delle più importanti collezioni di arte moderna e contemporanea in Europa, compresa una raccolta di opere di Picasso superata solo da quelle dei musei di Barcellona e Parigi.
Altri musei della città sono:
- Deutsches Sport & Olympia Museum

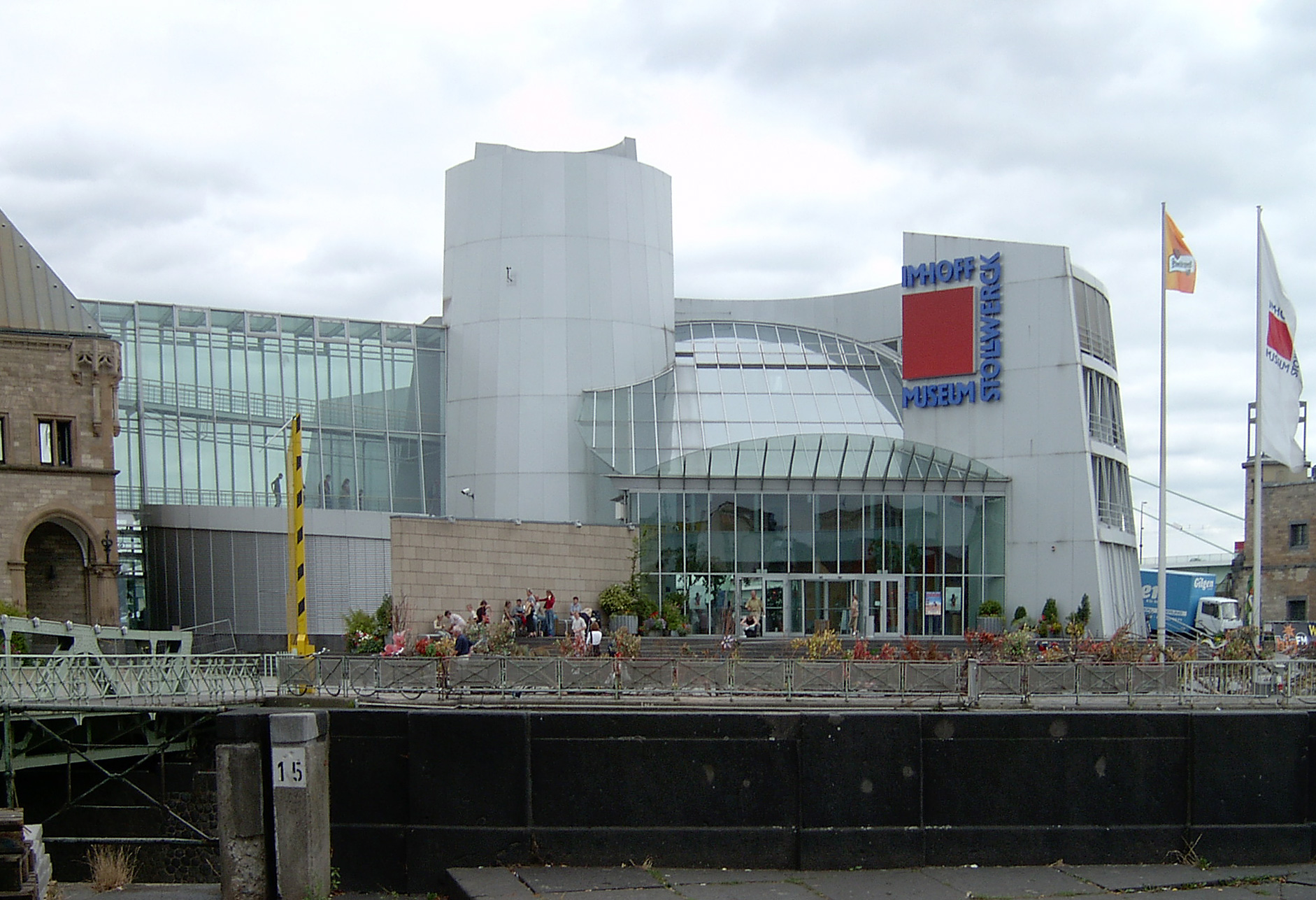
Museo del cioccolato

- Domschatzkammer Köln (Tesoro del Duomo di Colonia)
- Kolumba
- Geldgeschichtliches Museum (Museo numismatico)
- Museo del cioccolato Imhoff
- Käthe Kollwitz Museum
- Karnevalsmuseum
- Kölnischer Kunstverein (Arte contemporanea)
- Kölnisches Stadtmuseum Caserma (storia della città)
- Museum für Angewandte Kunst
- Museum für Ostasiatische Kunst (Arte e artigianato dal Giappone, dalla Cina e dalla Corea)
- Museo del profumo nella casa Farina
- Museum Schnütgen (arte sacra del Medioevo)
- Rautenstrauch-Joest-Museum (etnologia)
- Wallraf-Richartz Museum & Fondation Corboud (arte)
- NS-Dokumentationszentrum
- The PhotoBookMuseum (museo del fotolibro)
- Museo dell'arte applicata[8]
- Museo della Scienza[9]
- EL-DE Haus, centro di documentazione nazista[10]
- Deutz Technikum engine [11]
- Geologia e minerali[12]
- Storia della medicina[13]
- Industria dei treni[14]
- Mullseum[15]
- Toppics pop -up[16]

### Teatri e musica
L'Opera di Colonia è il teatro lirico cittadino, mentre lo Schauspiel Köln è il teatro di prosa.
A Colonia si esibiscono molte orchestre, fra cui la Gürzenich Orchester e la WDR Sinfonieorchester Köln, che hanno sede nella Kölner Philharmonie.
Colonia è stata una culla della musica elettronica negli anni Cinquanta (Studio für elektronische Musik, Karlheinz Stockhausen) e lo è rimasta anche in seguito. La radio pubblica WDR si impegnarono nella diffusione del Krautrock negli anni Settanta.
Colonia è la città natale del compositore Jacques Offenbach. 

### Radio e televisione

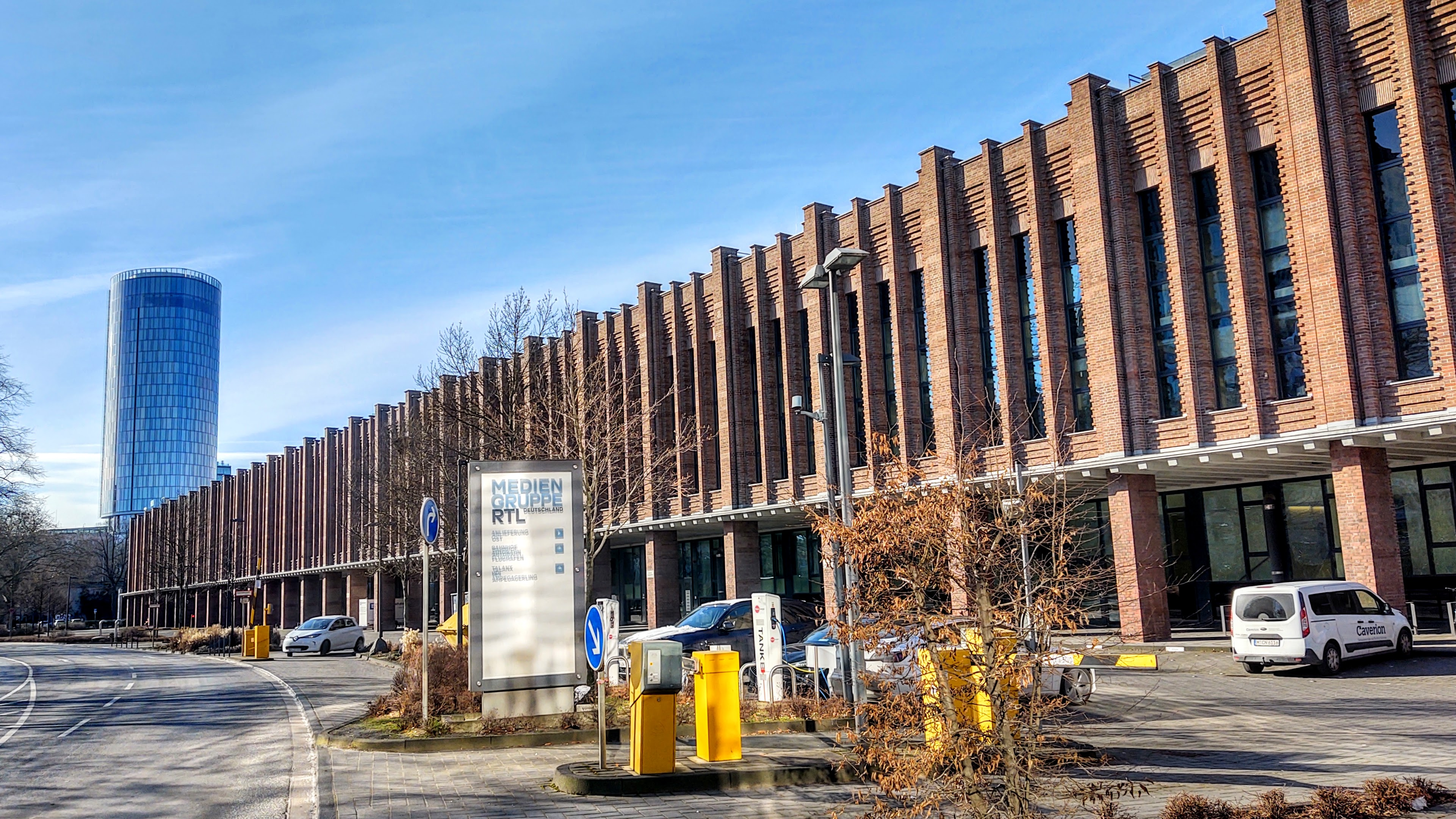
Gruppo RTL nei padiglioni della vecchia fiera di Colonia inaugurati nel 1928

A Colonia hanno sede le emittenti radiofoniche pubbliche Westdeutscher Rundfunk Köln e Deutschlandradio.
La più grande emittente televisiva privata della città e una delle principali della Germania è la RTL Television nella vecchia fiera di Colonia, a Deutz.

### Carnevale
La città ospita il carnevale più famoso della Germania e uno dei più affollati d'Europa. Il carnevale inizia ufficialmente con una proclamazione l'11 novembre alle 11:11 e termina il Mercoledì delle ceneri. L'11 novembre alle 11:11 i cittadini di Colonia si trovano tutti in maschera nel cuore della Altstadt (città vecchia) ad Heumarkt dove, da un palco, una ormai tradizionale festa annuncia l’inizio del Carnevale con musiche tipiche carnevalesche e salutando con il tipico saluto “Kölle Alaaf“.
Tuttavia, i cosiddetti Tolle Tage (giorni pazzi) iniziano con la Weiberfastnacht ("Carnevale delle donne") o, in ripuarisch, Wieverfastelovend, il giovedì grasso, che rappresenta l'inizio del Carnevale nelle strade: Zülpicher Strasse e dintorni, il Neumarkt, Heumarkt e tutti bar e le birrerie della città sono pieni di gente travestita che balla e beve nelle strade. Centinaia di migliaia di turisti arrivano a Colonia in questo periodo. Di solito, quasi un milione di persone festeggiano per le strade il giovedì grasso.
Durante tutta la settimana gli abitanti scendono in strada a ballare, bere e cantare mascherati insieme alla sfilata dei carri. La scuola si sospende per alcuni giorni della festività, ma si possono trovare persone di tutte le età che festeggiano.
Il giorno più importante è il lunedì che viene chiamato lunedì delle rose (Rosenmontag).

### Acqua di Colonia
Colonia è famosa anche per l'acqua di Colonia (in tedesco Kölnisch Wasser), un profumo a base alcolica inventato dall'immigrato italiano Giovanni Maria Farina all'inizio del XVIII secolo. Durante il Settecento questo profumo ebbe fama e fu esportato in tutta Europa dalla famiglia Farina e Farina divenne termine colloquiale per indicare l'acqua di Colonia. Nel 1803 Wilhelm Mülhens stipulò un contratto con un altro italiano, di nome Carlo Francesco Farina e senza alcuna parentela con il profumiere, il quale gli concesse l'uso del cognome come marchio per un profumo. Tuttavia, negli anni successivi, in seguito a varie battaglie giudiziarie, suo nipote Ferdinand Mülhens fu costretto a rinunciare al nome Farina e decise di usare come marchio il numero assegnato alla fabbrica durante l'occupazione napoleonica, il 4711. Oggi l'acqua di Colonia originale viene tuttora prodotta sia da Johann Maria Farina gegenüber dem Jülichs-Platz, giunta alla ottava generazione, sia da Mäurer & Wirtz con il marchio 4711.

## Geografia antropica

### Suddivisione amministrativa
Colonia è suddivisa in 9 distretti urbani (Stadtbezirk), i quali a loro volta si suddividono in quartieri (Stadtteil) per un totale di 86.

## Economia
Colonia è il maggior centro economico del Nord-Reno Vestfalia, e trae beneficio da una sviluppata economia di mercato. Come nella vicina Düsseldorf, basa la propria ricchezza sulle assicurazioni e sui media, ed ospita le sedi centrali di molte altre grandi aziende.
Tra le maggiori compagnie mediatiche di Colonia si annoverano Westdeutscher Rundfunk Köln, Deutschlandradio, RTL Television e le sue sussidiarie, Brainpool e le case editrici J. P. Bachem, Taschen, Tandem Verlag e M. DuMont Schauberg. La città è un importante centro di produzione artistica, culturale e televisiva, attività alle quali contribuisce attivamente anche il settore pubblico. Vi sono anche gruppi assicurativi come Central, DEVK, DKV, e le filiali tedesche di Zurich Financial Services, AXA ed Assicurazioni Generali, quest'ultima nota come Generali Deutschland.
Colonia ospita anche la Ford Europe e la divisione sportiva della Toyota.
Colonia ospita anche il quartier generale di Lufthansa, la principale compagnia aerea della Repubblica Federale. Vi sono anche REWE Group, TÜV Rheinland, Deutz AG ed anche alcune fabbriche di birra Kölsch, come Reissdorf, Gaffel e Früh.
Colonia è anche il maggior centro di scambio ed intrattenimento del Nord-Ovest, in parte grazie ai cinque porti sul Reno. Il quotidiano più importante è il Kölner Stadt-Anzeiger.

## Infrastrutture e trasporti

### Ferrovie

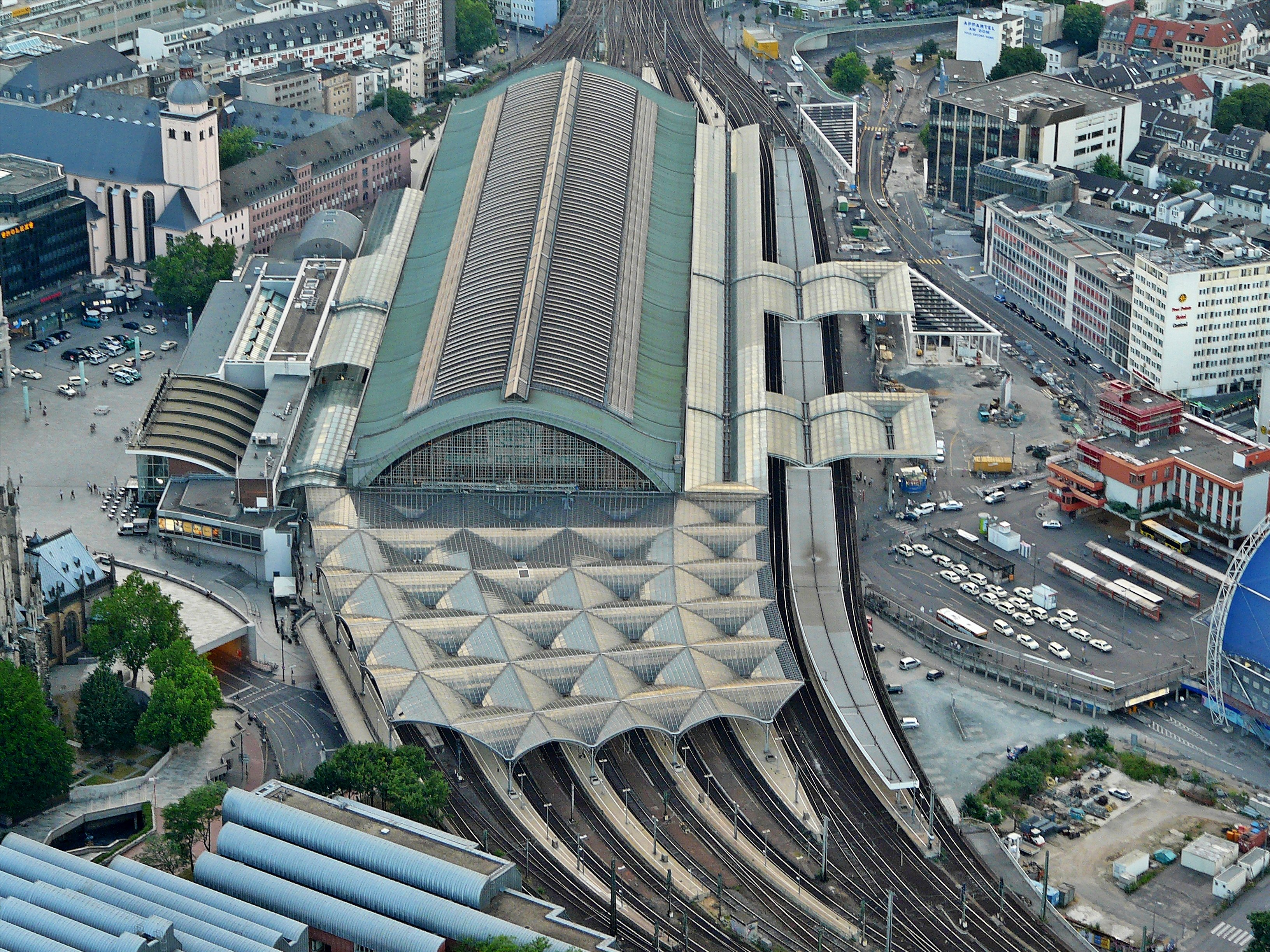
La stazione di Colonia Centrale

La stazione di Colonia Centrale è il nodo ferroviario internazionale più occidentale di tutta la Germania. Da qui diverse linee portano a Treviri (ted. Trier) (Eifelbahn), Aquisgrana (ted. Aachen) (LAV Colonia–Aquisgrana), Parigi, Mönchengladbach, Neuss via Bergheim (Erftbahn), Neuss–Krefeld via Dormagen (riva sinistra del Reno), Düsseldorf/Regione della Ruhr (riva destra del Reno), Wuppertal, Bergisch Gladbach, Marienheide (Aggertal-Bahn), Siegen (Siegstrecke) e Francoforte sul Meno (ted. Frankfurt am Main) (Treno ad alta velocità Colonia-Francoforte) così come due linee, su ciascuna sponda del Reno, in direzione sud.

### Trasporto pubblico regionale
Colonia è servita da una rete di S-Bahn gestita dalla Deutsche Bahn. La linea S13/S19 è in servizio 24/7 tra Köln Hbf e Köln/Bonn Flughafen.
Vi è una rete di metropolitana leggera (Stadtbahn di Colonia), costituita di 12 linee, proveniente dal potenziamento (con interramento delle tratte centrali) della vecchia rete tramviaria.
Vi sono diverse linee di bus offerte dalla società Kölner Verkehrs-Betriebe e da altre. Tutti i mezzi di trasporto a Colonia possono essere utilizzati con un solo biglietto in quanto sono legati al consorzio di trasporti Rhein-Sieg (VRS).

### Aeroporti

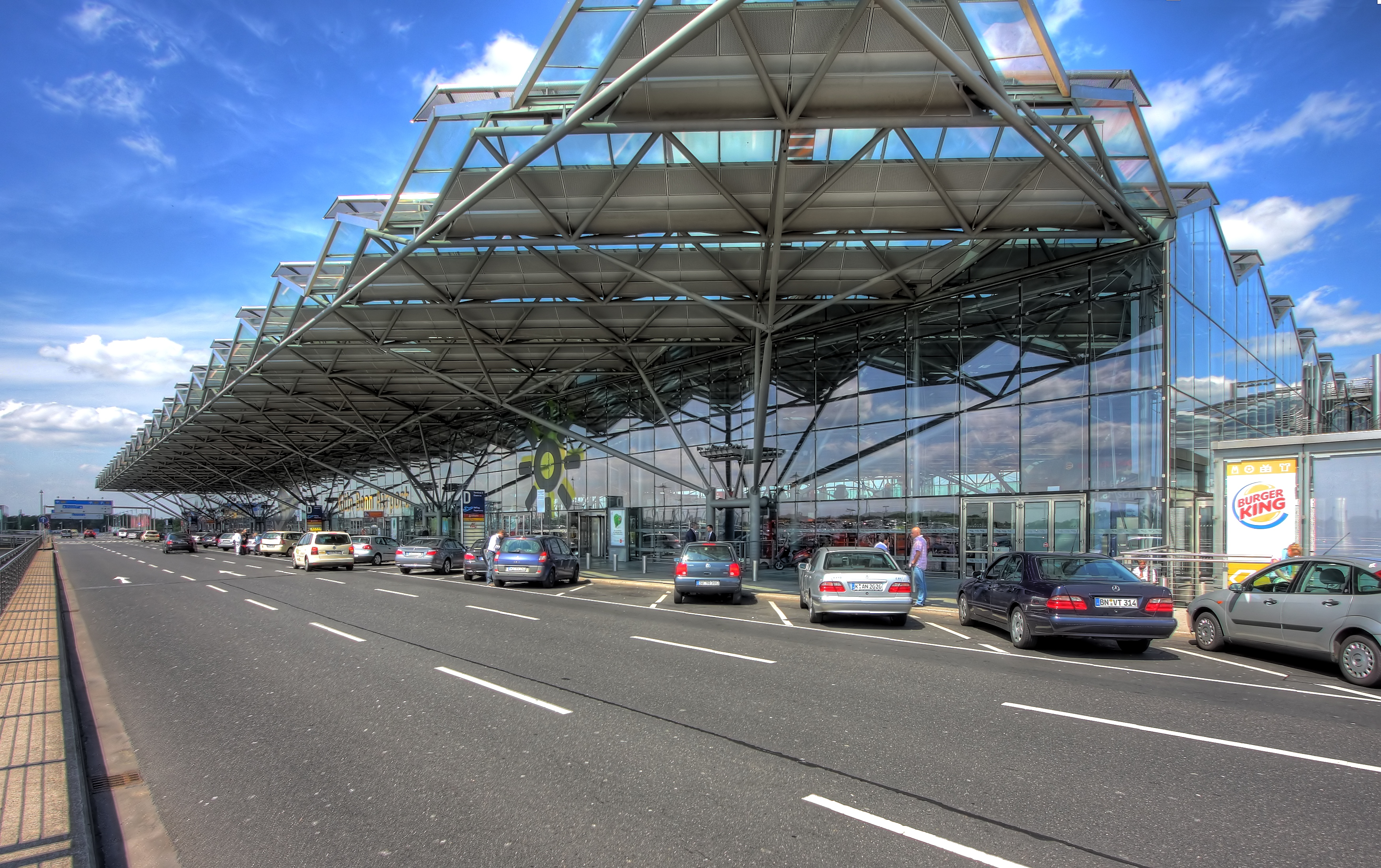
Aeroporto di Colonia-Bonn, Terminal 2

A sud-est della città, a Porz, si trova l'aeroporto di Colonia-Bonn. È uno dei più grandi aeroporti merci tedeschi (650000 t nel 2005), hub europeo per la UPS e il più importante aeroporto tedesco per i voli low cost (9,4 milioni di passeggeri nel 2005). Offre voli per 139 destinazioni in 38 Paesi.
Dal 1994 porta il nome di Aeroporto Konrad Adenauer. È l'unico aeroporto tedesco, insieme a quello di Lipsia-Halle, che non ha limitazioni di volo notturno.

## Sport

### Calcio
La principale squadra di calcio della città è il FC Colonia, altalenante fra la Bundesliga e la 2.Bundesliga, ma con alle spalle anni di gloria a livello nazionale e internazionale. La squadra gioca al RheinEnergieStadion, impianto che ha ospitato cinque gare della fase finale dei Mondiali di calcio 2006 e la finale d'Europa League 2019-20.

### Ciclismo
Nel 1973 Colonia è stata sede di arrivo della 1ª tappa del Giro d'Italia.
Tappe del Giro d'Italia con arrivo a Colonia
| Anno | Tappa | Partenza | km  | Vincitore di tappa | Maglia rosa |
| ---- | ----- | -------- | --- | ------------------ | ----------- |
| 1973 | 1ª    | Verviers | 137 | Eddy Merckx        | Eddy Merckx |

### Hockey su ghiaccio
La squadra di hockey su ghiaccio della città sono i Kölner Haie noti come KEC. La squadra gioca nella Lanxess Arena.

### Pallacanestro
La squadra di pallacanestro della città sono i Köln 99ers noti come KEC.

## Amministrazione

### Gemellaggi
Colonia è gemellata con le seguenti città:
- Liverpool, dal 1958
- Esch-sur-Alzette, dal 1958
- Lilla, dal 1958
- Liegi, dal 1958
- Rotterdam, dal 1958
- Torino, dal 1958
- Kyoto, dal 1963
- Tunisi, dal 1964

- Turku, dal 1967
- Neukölln, dal 1967
- Cluj-Napoca, dal 1976
- Tel Aviv, dal 1979
- Barcellona, dal 1984
- Pechino, dal 1987[24]
- Salonicco, dal 1988
- Cork, dal 1988

- Corinto, dal 1988
- Indianapolis, dal 1988
- Volgograd, dal 1988[25]
- Treptow-Köpenick, dal 1990
- Katowice, dal 1991[26]
- Betlemme, dal 1996
- Istanbul, dal 1997
- Rio de Janeiro, dal 2011

## Galleria d'immagini

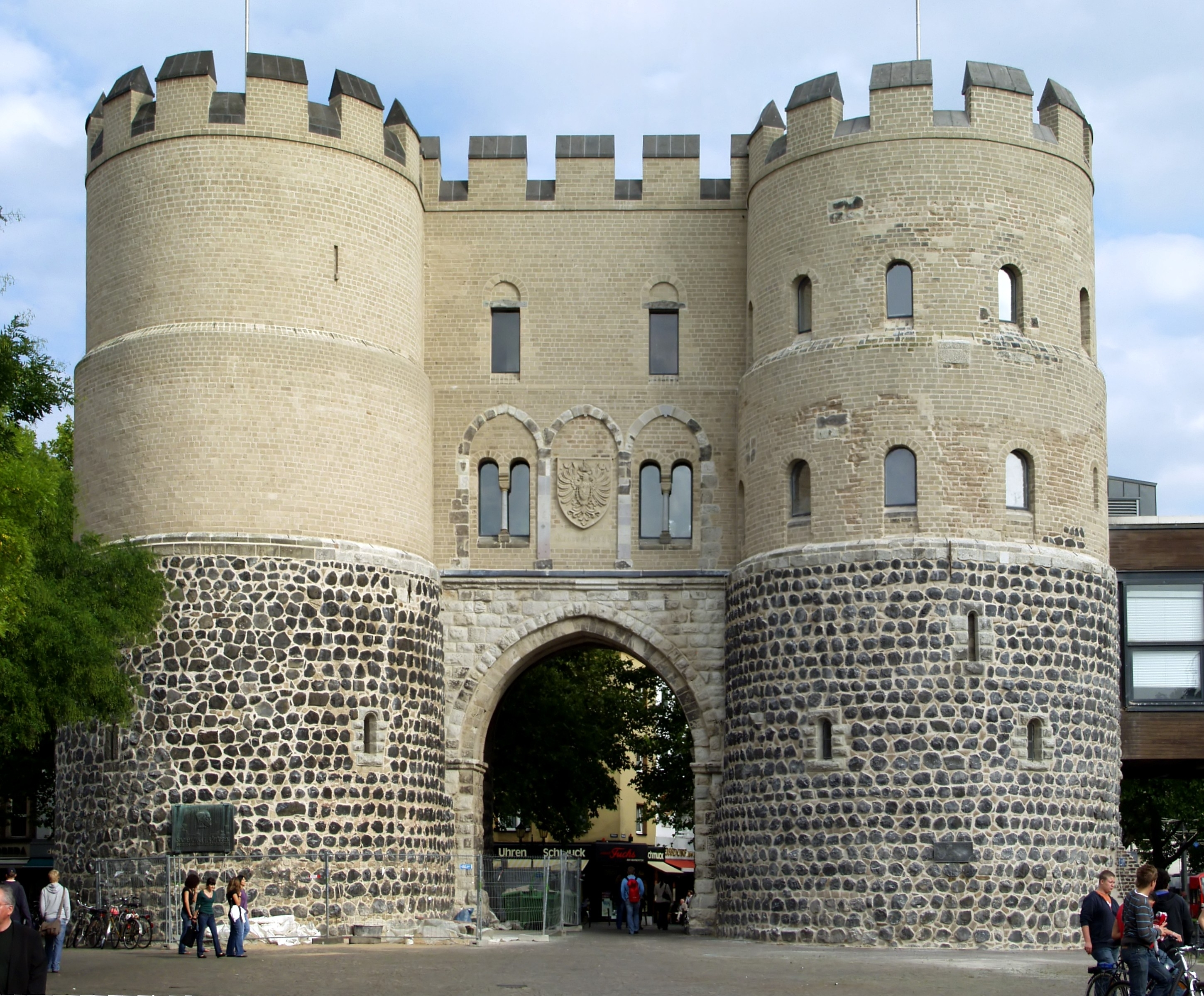
Hahnentorburg
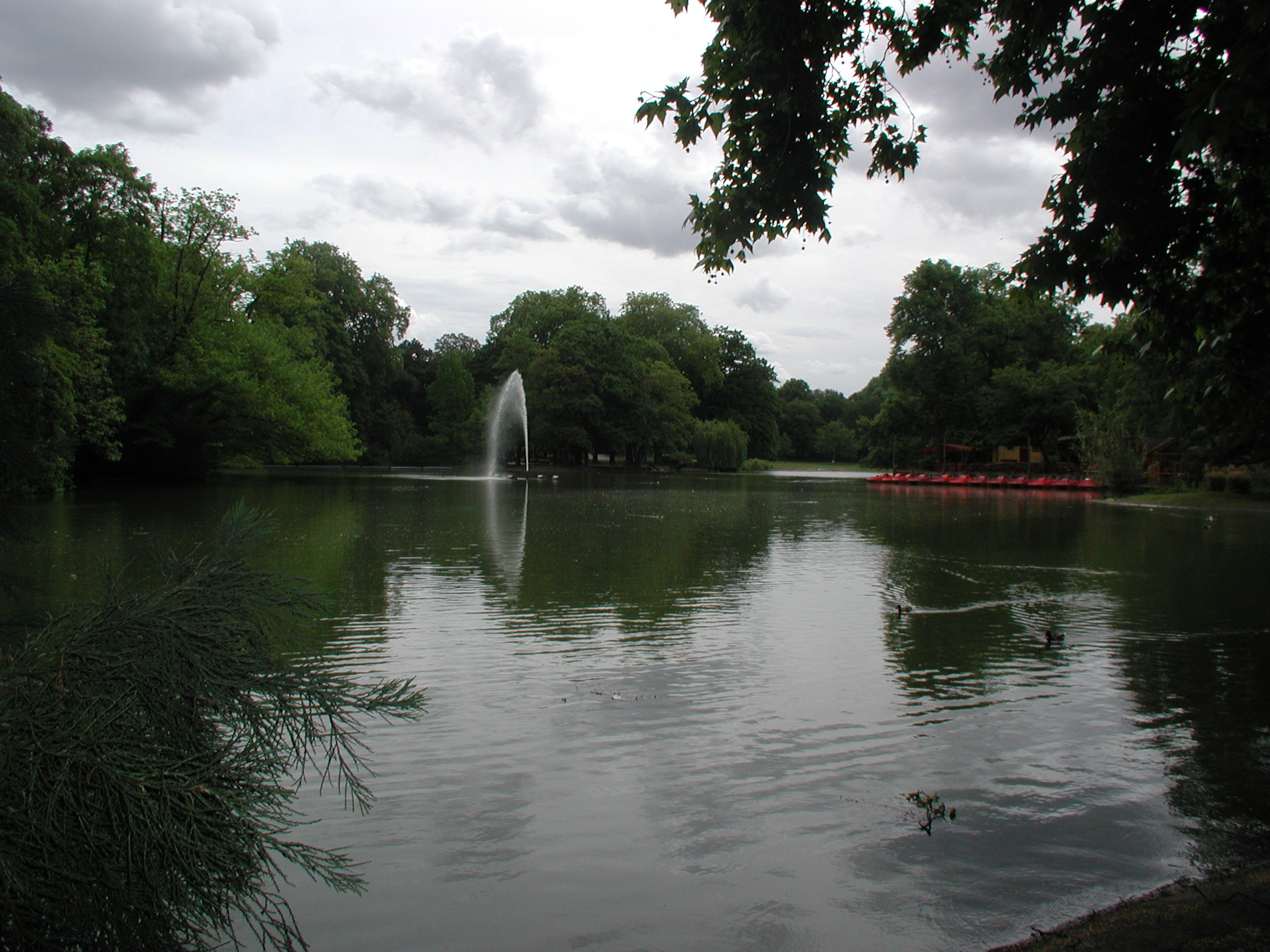
Volksgarten
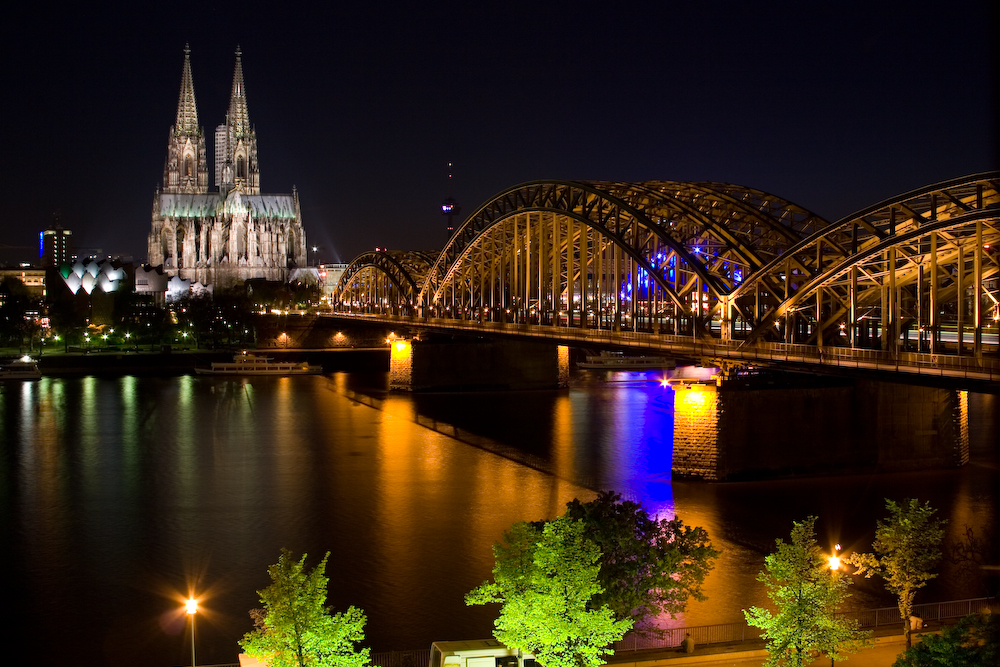
Panorama notturno con il Duomo
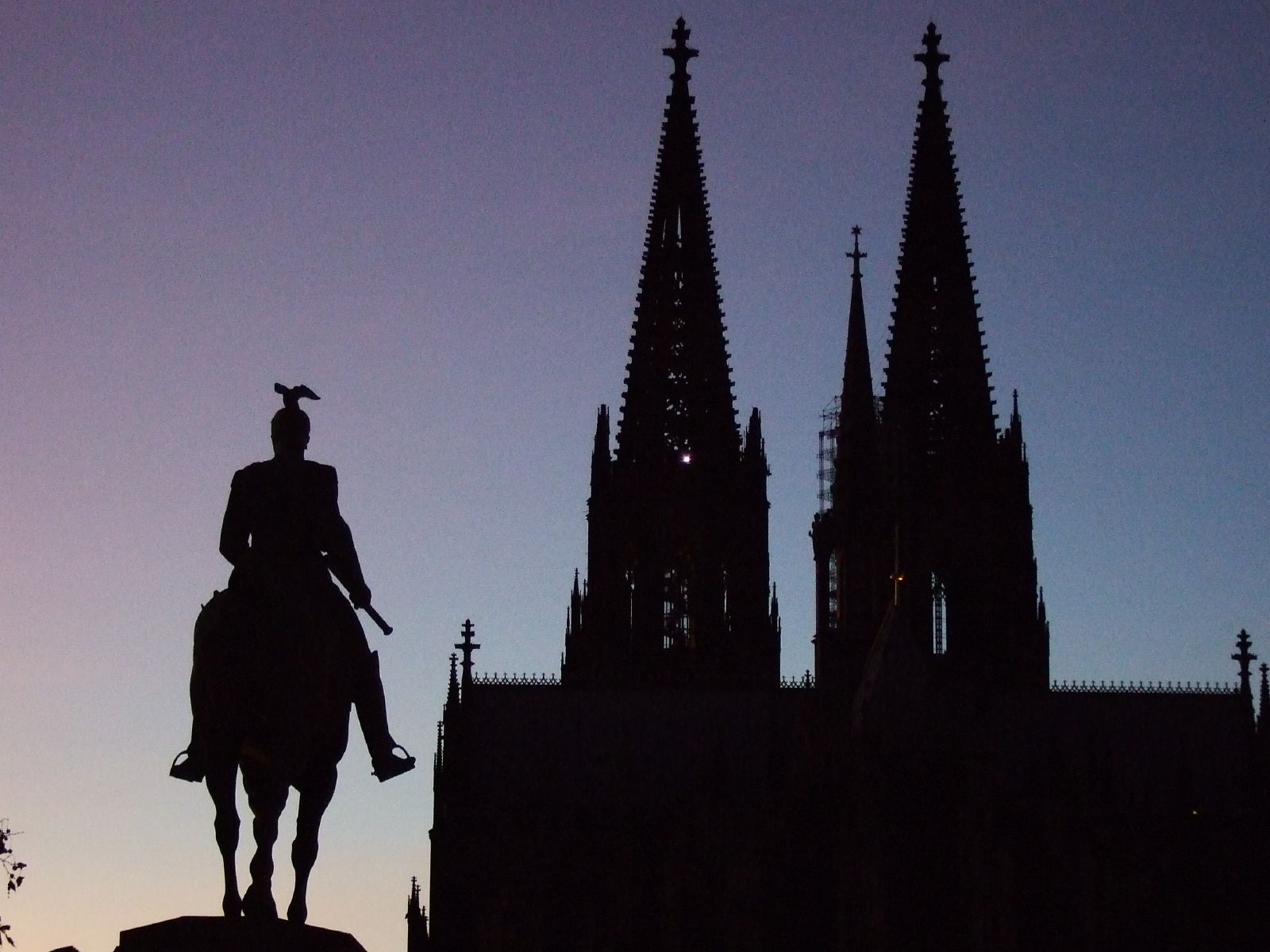
Vista del duomo dalla Hohenzollernbrücke all'imbrunire
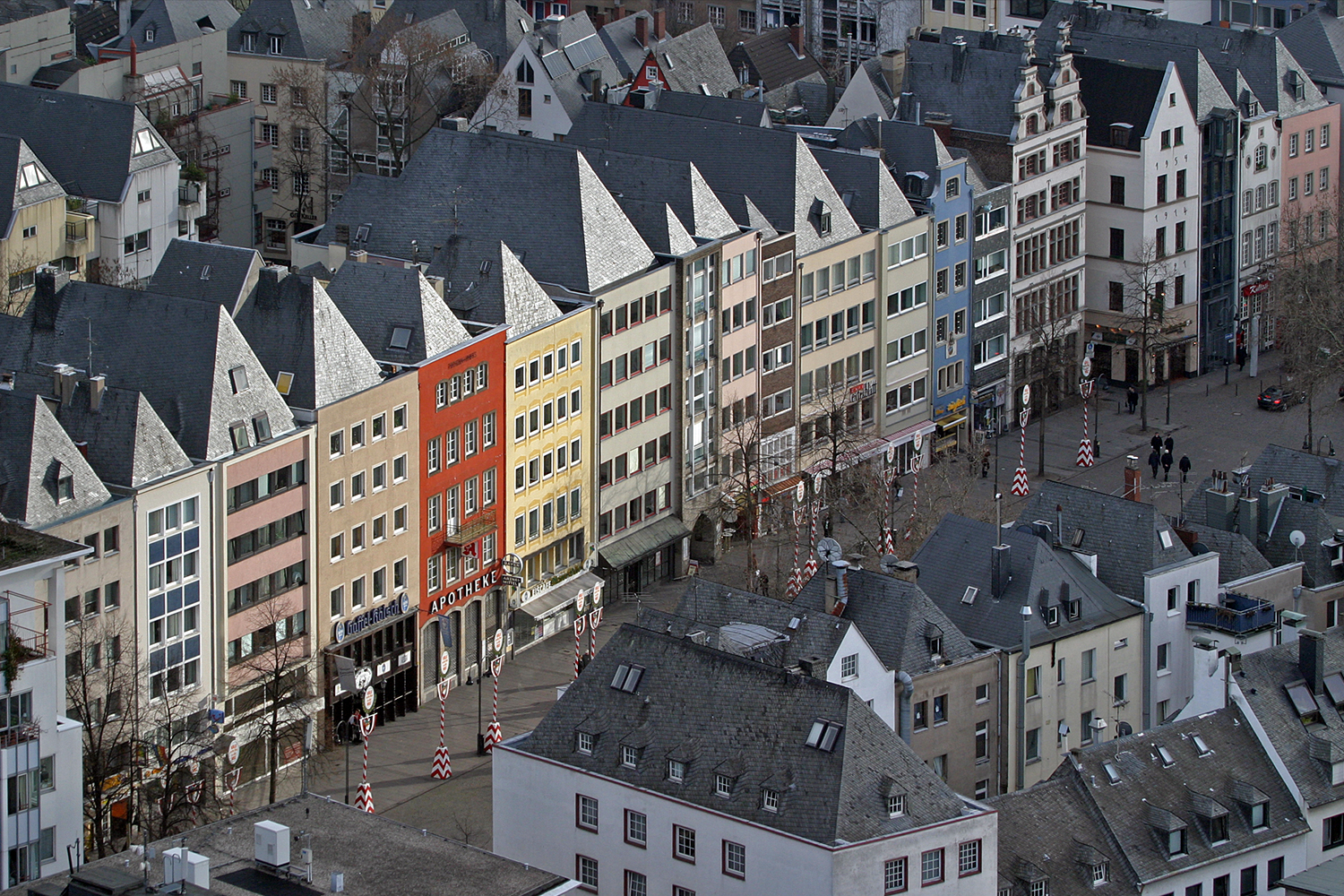
Alter Markt
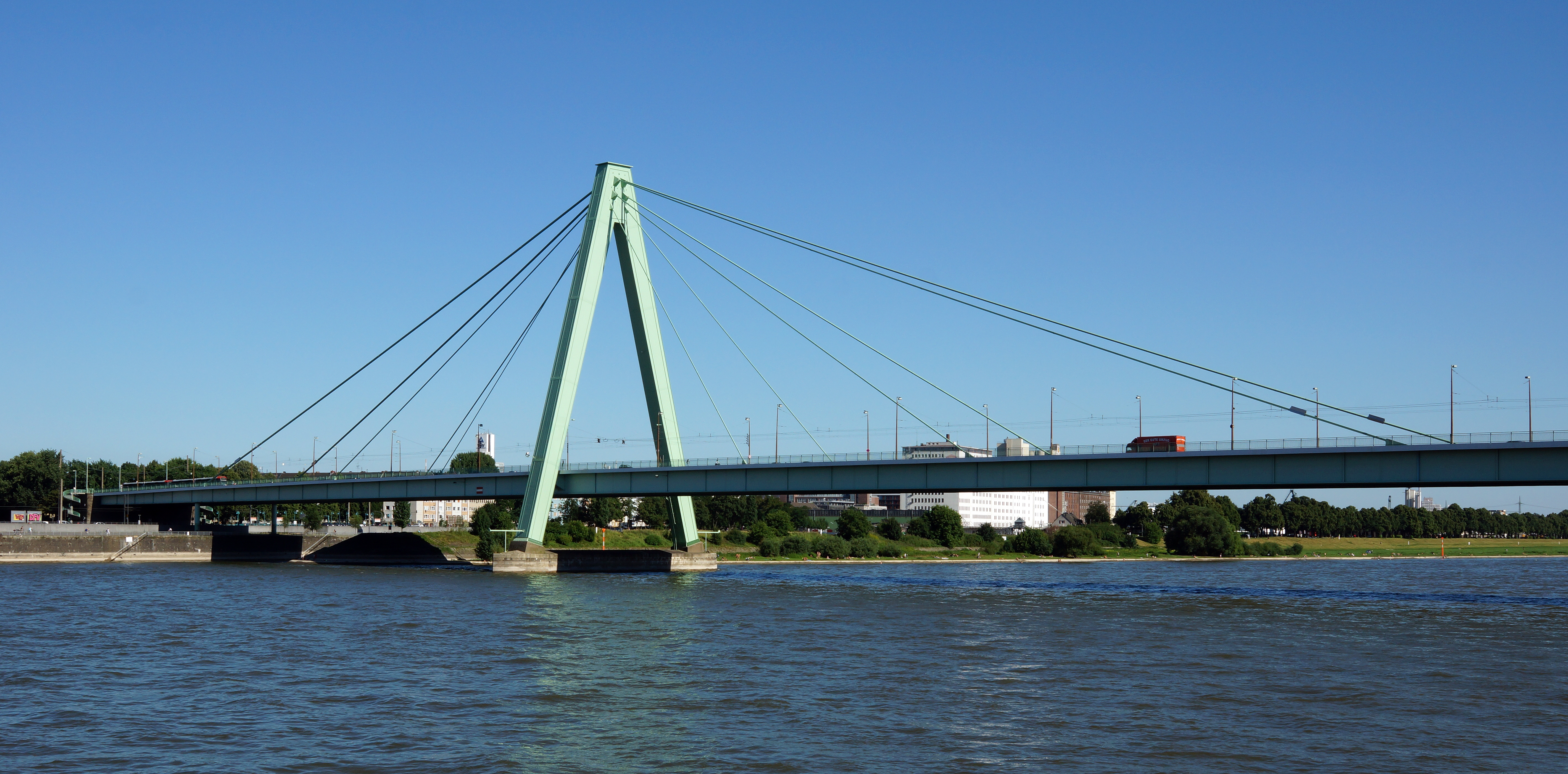
Severinsbrücke
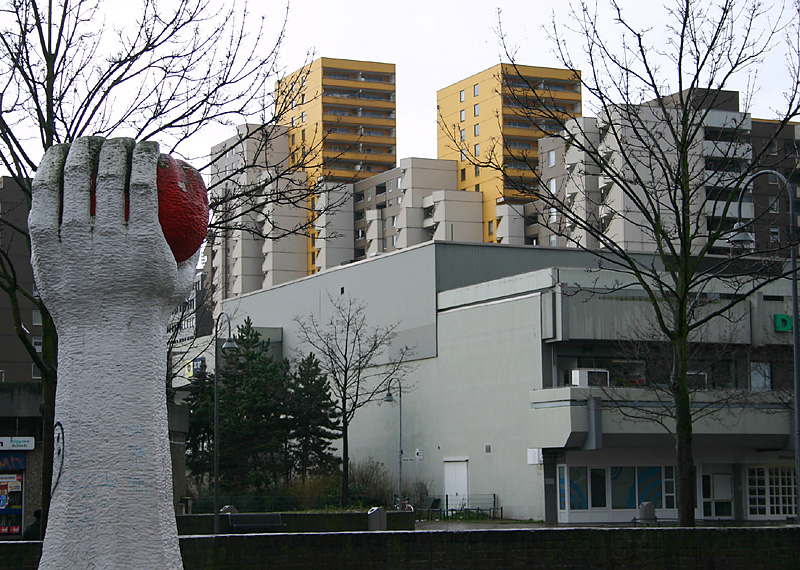
Centro di Chorweiler
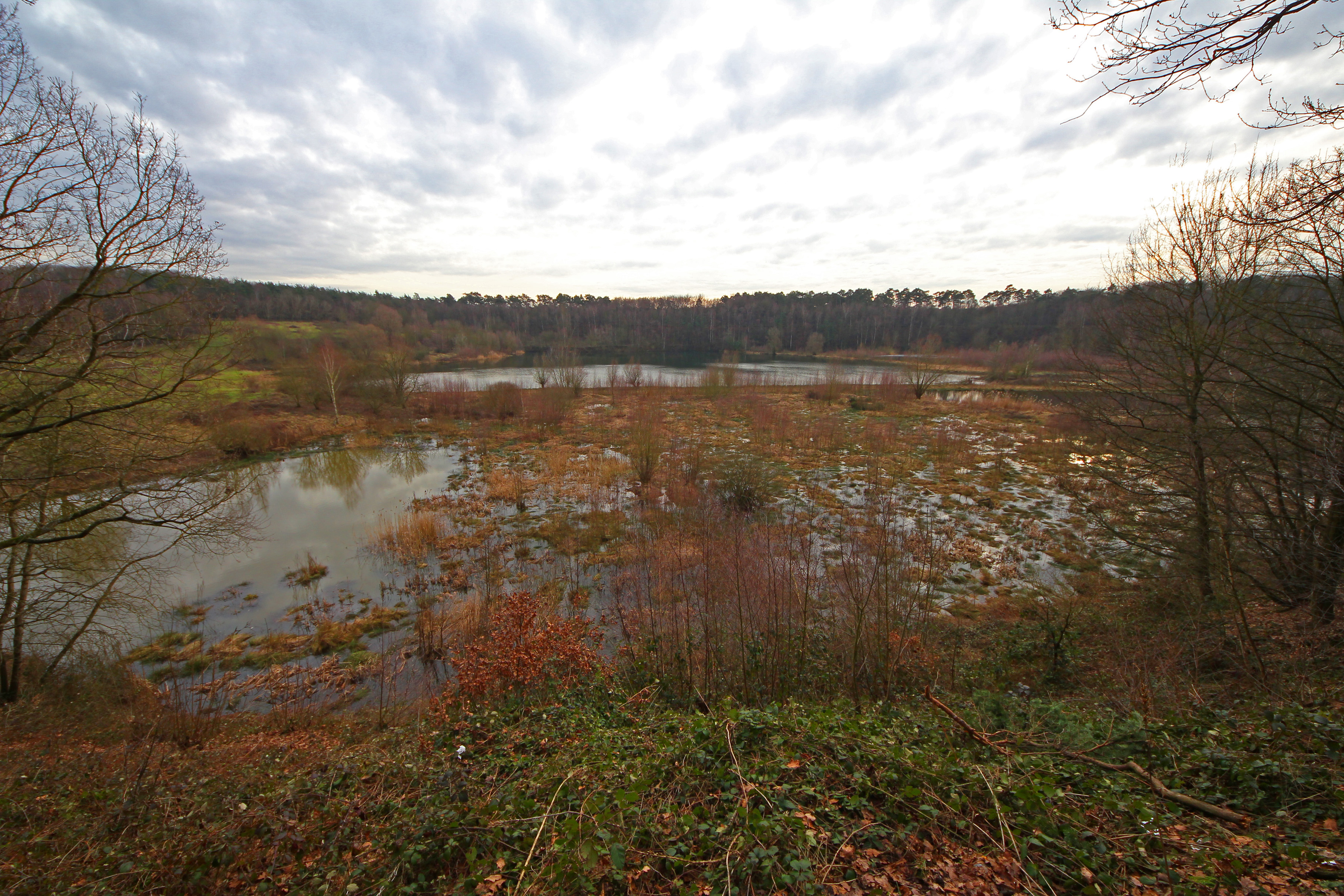
Hornpottweg
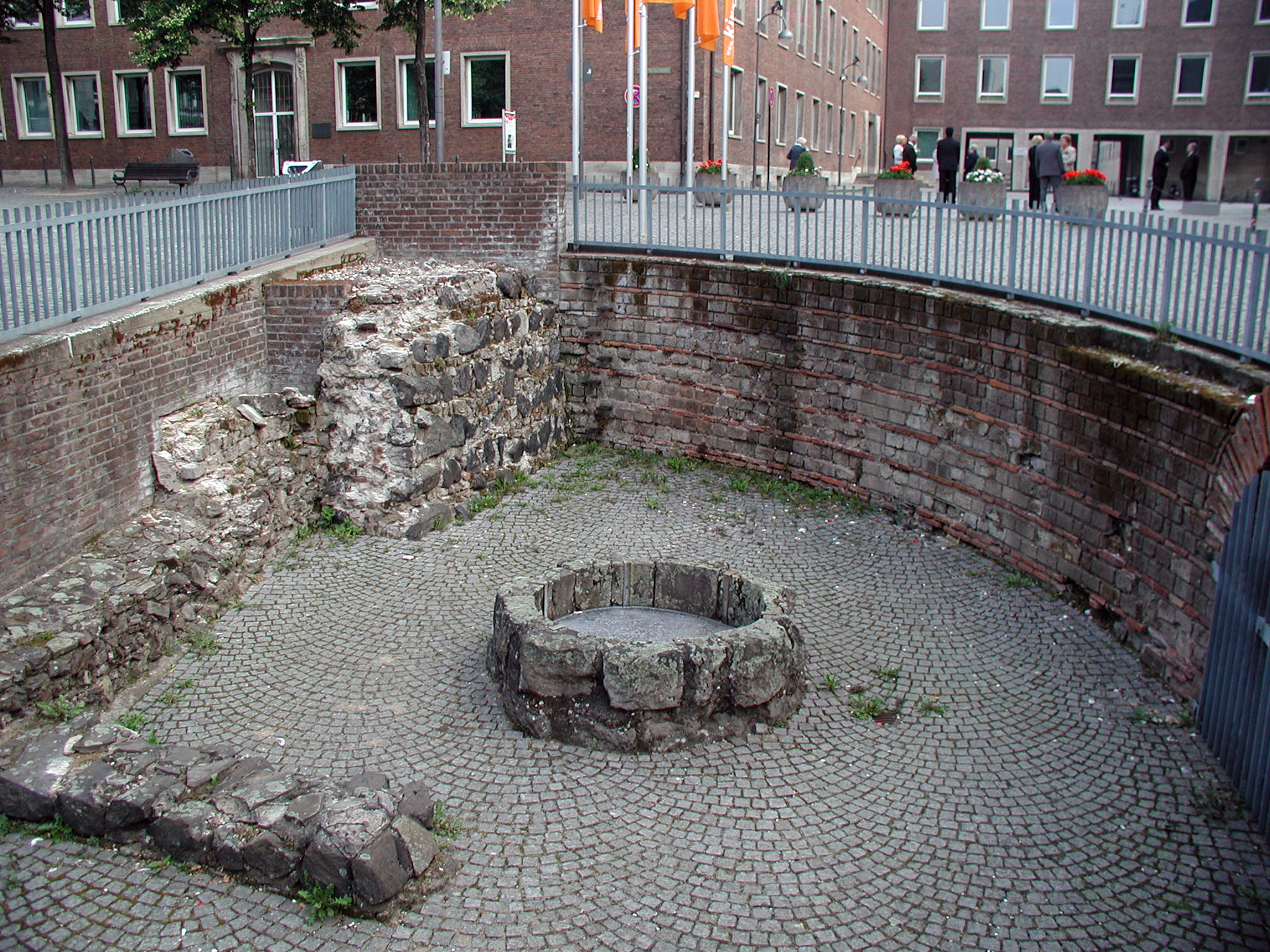
Reperti romani a Rathausplatz
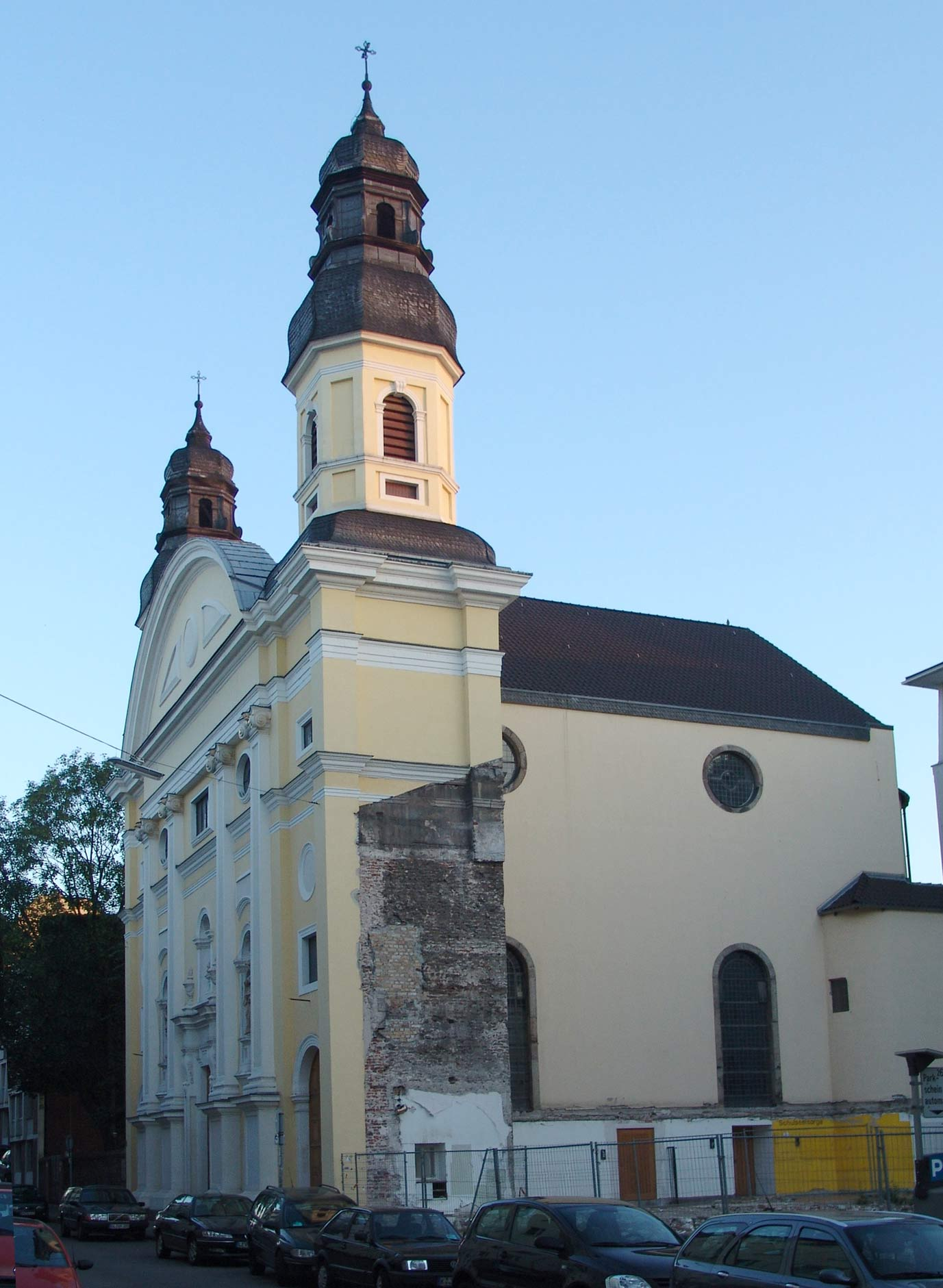
Chiesa del Corpus Domini (Orsoline)